# Héctor Vilches
Héctor Vilches (14 lutego 1926, zm. 23 września 1998) – piłkarz urugwajski, obrońca.
Jako piłkarz klubu CA Cerro wraz z reprezentacją Urugwaju wziął udział w mistrzostwach świata w 1950 roku. Urugwaj został wówczas mistrzem świata, jednak Vilches nie zagrał w żadnym z meczów.
W reprezentacji Urugwaju od 7 kwietnia 1950 do 16 kwietnia 1952 rozegrał 10 meczów.
Nigdy nie wystąpił w Copa América.